# Phylica altigena
Phylica altigena är en brakvedsväxtart som beskrevs av Rudolf Schlechter. Phylica altigena ingår i släktet Phylica och familjen brakvedsväxter. Inga underarter finns listade i Catalogue of Life.